# 米拉德·萨尔拉克
米拉德·萨尔拉克（波斯語：میلاد سرلک，1995年3月26日—），是一名伊朗职业足球运动员，司职中场。现在效力于伊朗职业足球联赛俱乐部柏斯波利斯，也代表伊朗國家男子足球隊。

## 荣誉

### 俱乐部
沙巴罕
- 伊朗職業足球聯賽冠军：2014–15

柏斯波利斯
- 伊朗職業足球聯賽冠军：2020–21、2022–2023
- 哈斯菲盃冠军：2022–23
- 伊朗超級盃冠军：2020、2023
  - 亚军2021
- 亞足聯冠軍聯賽亚军：2020